# 下锡列鲁埃洛
下锡列鲁埃洛（西班牙語：Cilleruelo de Abajo）是西班牙卡斯蒂利亚-莱昂布尔戈斯省的一个市镇。总面积48平方公里，总人口321人（2001年），人口密度7人/平方公里。